# William Henry Perkin
Pour les articles homonymes, voir Perkin.
Sir William Henry Perkin (12 mars 1838 à Londres- 14 juillet 1907 à Sudbury) est un chimiste britannique, inventeur de la mauvéine, le premier colorant synthétique.

## Biographie
Il est fils de maçon et son père souhaitait qu'il soit architecte, mais il s'intéresse très vite à la chimie. Il entre au Royal College of Chemistry en 1853 à 15 ans.

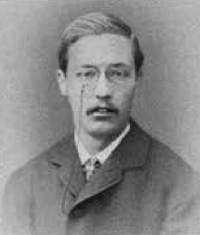
William Perkin en 1862, à 24 ans.

En 1856, âgé de 18 ans alors, il travaille à Londres sur une forme synthétique de la quinine dans le but de trouver une substance antipaludique pour soigner le paludisme dont souffrent les soldats anglais, en Inde. Au cours de ses essais, il oxyde l'aniline par le dichromate de potassium et obtient un solide noir. Alors qu'il essaie de récurer cette pâte goudronneuse, il découvre qu'un composant est soluble dans l'alcool et donne une solution violette, ce qui prouve son efficacité en tant que colorant pour la laine ou la soie. Il nomme ce colorant la mauvéine (ou pourpre d'aniline), le fait breveter et le fait fabriquer dans la première usine de colorant de synthèse à avoir jamais existé, à Greenford Green, près de Greenford, à environ 15 km à l'ouest du centre de Londres. Il y fera ensuite produire d'autres couleurs (vert, violet). Il est considéré comme le père de la chimie industrielle.
Il est fait membre de la Royal Society le 7 juin 1866, est lauréat de la Royal Medal en 1879, la Royal Society lui décerne la Médaille Davy en 1889, et il est anobli en 1906.

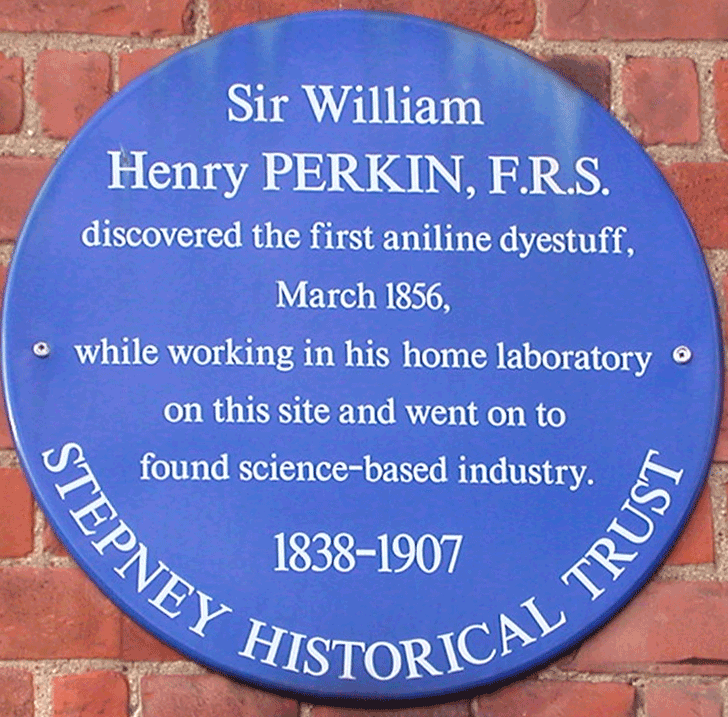
Plaque sur Cable Street